# Селце-при-Моравчах
Селце-при-Моравчах (словен. Selce pri Moravčah) — поселення в общині Моравче, Осреднєсловенський регіон, Словенія. 
Висота над рівнем моря: 407,9 м.